# Dobrzcynica
Dobrzcynica, parfois écrit Dobrzanica (ukrainien : Добряничі; allemand : Dobzau, polonais : Dobrzanica), est un village de l'oblast de Lviv, près de la ville de Peremychliany, en Ukraine. Le village a intégré les localités de Ploska (Плоска) et de Tutchne (Тучне). Jusqu'au 17 juillet 2020, le village appartenait au Raïon de Peremychliany.

## Personnalités liées au village
- Wilhelm Reich (1897-1957), psychanalyste